# 德斯蒂內申冰原島峰
72°15′S 165°28′E / 72.250°S 165.467°E
德斯蒂內申冰原島峰（英語：Destination Nunataks）是南極洲的冰原島峰，位於維多利亞地的彭內爾海岸，長17公里、寬7公里，海拔高度2,565米，其中包括斯芬克斯峰、安德魯斯峰和木乃伊嶺。